# Opistophthalmus macer
Espèce
Synonymes
- Opisthophthalmus fallax Thorell, 1876

Opistophthalmus macer est une espèce de scorpions de la famille des Scorpionidae.

## Distribution
Cette espèce est endémique d'Afrique du Sud.

## Description
Le mâle holotype mesure 70 mm et la femelle décrite sous le nom Opisthophthalmus fallax 59,5 mm.

## Publication originale
- Thorell, 1876 : Études Scorpiologiques. Atti della Società Italiana di Scienze Naturali, vol. 19, p. 75–272 (texte intégral).